# 魔女になる。
『魔女になる。』（まじょになる。英題:Witch's Wish）は、トライファーストから2009年6月11日に発売されたニンテンドーDS用ゲームソフト。キャラクターデザインは七尾奈留。

## 概要
困っている町の人々を魔法で助けるストーリーが全13章で構成されている。下画面にタッチペンで魔法陣を描いて魔法を使うシステム、制限時間内に描けないと魔法は失敗する。

## 登場人物
ビッテ
声 - 能登麻美子
貧乏長屋で祖母と二人暮らしをしている小学生。「まじょ」になることを夢見ているが貧しいため魔法学校に通うことができないでいる。
ダーニャ
声 - 井上麻里奈
謎の少女。魔法を封印するために『伝説の魔女』を探している。
シャット
声 - 沢城みゆき

フェル
声 - 板東愛

ガータ
声 - 神田朱未

## 主題歌
たびだちのうた
歌：霜月はるか、作詞：六浦館（MANYO）、作曲：MANYO
後に、2010年4月14日発売の霜月はるかのアルバム『導きのハーモニー』に収録。

## Webラジオ
- パーソナリティー
  - 庄司宇芽香（シータ役）、斉藤佑圭（エミー役）、石黒千尋（ビィ役）[3]
- ゲスト
  - 神田朱未、沢城みゆき[3]